# City Airways
City Airways (em tailandês: ซิตี้ แอร์ เว ย์) foi uma companhia aérea tailandesa com sede em Banguecoque.

## História
A City Airways foi fundada em 2011 e iniciou suas operações em setembro de 2012.
Em 2015, o presidente da City Airways assinou um Memorando de Entendimento com o Banco Industrial e Comercial da China (ICBC) para o aluguel de dez aeronaves Comac C919 e dez Comac ARJ21-700.
Em fevereiro de 2016, a companhia aérea encerrou as operações depois que a Autoridade de Aviação Civil da Tailândia revogou seu Certificado de Operador Aéreo devido a preocupações relacionadas à segurança e finanças.

## Destinos
Operou voos regulares e voos charter entre Banguecoque, Hong Kong e Phuket.

## Frota
A frota da City Airways consistia nas seguintes aeronaves:
| Aeronaves      | Total | Notas |
| -------------- | ----- | ----- |
| Boeing 737-400 | 6     |       |
| Boeing 737-800 | 1     |       |
| Total          | 7     |       |